# Дзобелов, Хетаг Олегович
Хетаг Олегович Дзобелов (осет. Дзобелаты Хетӕг, род. 5 июля 1998, Владикавказ) — российский регбист, вингер (крайний трехчетвертной) команды «Енисей-СТМ» и сборной России по регби-15.

## Карьера игрока
Первым регбийным клубом был любительский «Сарматы» из Владикавказа. В дальнейшем перешел в молодежку «Кубани», откуда попал в главную команду. В «Кубани» Хетаг постепенно стал игроком основного состава. В составе «казаков» становился серебряным призёром чемпионата России по регби-7 В связи с трудной финансовой ситуацией в клубе игрок, в конце 2019 года, принял предложение (наряду с одноклубником Романом Ходиным) казанской «Стрелы».
В июне 2021 года перешел в «Енисей-СТМ».
В декабре 2023 года стало известно, что игрок дисквалифицирован с 20 октября 2023 года по 19 октября 2026 года за нарушение антидопинговых правил.

## Карьера в сборной
В 2018 году стал бронзовым призёром первенство Европы по регби среди юниоров до 20 лет.. В конце 2019 года был вызван Лином Джонсом на УТС первой сборной в Сочи, а затем и на УТС в ЮАР. Там же в ЮАР дебютировал в сборной в матче против клуба «Шаркс».
Официально дебютировал за сборную 8 февраля 2020 года в матче против сборной Бельгии.